# Pedro López
Pedro Alonso López (ur. 8 października 1948 w Santa Isabel w Tolimie) – kolumbijski seryjny morderca, gwałciciel i pedofil, nazywany ,,Potworem z Andów''. W latach 1969 - 1980 zgwałcił i zabił co najmniej 110 kobiet i dziewczynek na terenie Kolumbii, Ekwadoru i Peru.

## Życiorys
Pedro López urodził się w Santa Isabel w Tolimie w wielodzietnej rodzinie, jego matka była prostytutką. W 1957 roku został przyłapany przez matkę podczas stosunku seksualnego z młodszą siostrą, od tamtej pory musiał żyć na ulicy. Po roku przeniósł się do Bogoty, gdzie trafił na pewien czas pod opiekę pary Amerykanów. W wieku 12 lat był molestowany przez nauczycielkę, z tego powodu uciekł z nowego domu. Następne lata przeżył jako złodziej samochodów, ale w 1969 roku został aresztowany i spędził 7 lat w więzieniu. W 1978 roku wyszedł na wolność i wyjechał do Peru, gdzie zaczął mordować. Po nieudanym porwaniu młodej Indianki był przez jej współplemieńców torturowany. Przekazany władzom państwowym został deportowany do Ekwadoru, gdzie ponownie zaczął porywać i mordować młode kobiety. Podczas powodzi w 1980 roku w Ambato władze odkryły zwłoki czterech dziewcząt, a Lopeza aresztowano kilka dni później przy próbie porwania. W więzieniu podczas rozmowy z podstawionym więźniem przyznał się do zamordowania co najmniej 110 kobiet. Wskazał 81 grobów swoich ofiar, oskarżono go o 57 zabójstw, ale dokładna liczba ofiar nie jest znana. Według dyrektora więzienia zamordował ponad 300 kobiet. W 1980 roku sąd uznał go za winnego wielokrotnych morderstw i skazał go na karę dożywotnego pozbawienia wolności. W 1994 roku został zwolniony i deportowany do Kolumbii. Ponownie podjął próbę morderstwa, został aresztowany i uznany za chorego psychicznie. W 1998 roku uznano go za zdrowego psychicznie i zwolniono z więzienia. Obecnie López jest poszukiwany przez Interpol.